# Otelfingen
Otelfingen (schweizerdeutsch Otelfinge, älter: Oodelfinge) ist eine politische Gemeinde des Bezirks Dielsdorf im Unterland des Kantons Zürich in der Schweiz.

## Wappen
Blasonierung:
In Schwarz ein silberner Eberkopf
Das heutige Wappen wurde im Wappenbuch von Gerold Edlibach im Jahr 1493 erstmals dargestellt. Der Wildeber oder Keiler stand damals für das Herrengeschlecht der Otelfinger. Das alte Dorfschild, eine goldene Garbe und eine grünbeblätterte Traube auf silbernem Grund, wurde durch den Beschluss der Gemeindeversammlung vom 23. Dezember 1928 durch den Eberkopf ersetzt.
Der Otelfinger Fritz Zollinger hat mit seiner Publikation «Saunettes, borstiges, interessantes, erstaunliches und unbekanntes Wildschwein» ein humorvolles Kompendium über das Wappentier verfasst.

## Bevölkerung
| Jahr      | 1634 | 1799 | 1850 | 1900 | 1950 | 2000 | 2005 | 2010 | 2015 | 2020 | 2022 |
| --------- | ---- | ---- | ---- | ---- | ---- | ---- | ---- | ---- | ---- | ---- | ---- |
| Einwohner | 256  | 344  | 575  | 481  | 662  | 1888 | 2220 | 2449 | 2777 | 2940 | 2935 |

## Politik
Seit 2018 ist Barbara Schaffner (glp) Gemeindepräsidentin (Stand Dezember 2023).
Bei der Nationalratswahl 2019 erreichten die Parteien folgende Wähleranteile: SVP 37,13 %, glp 21,07 %, SP 11,62 %, FDP 9,91 %, Grüne 8,73 %, CVP 3,81 %, EVP 2,63 %, BDP 1,97 %, EDU 1,07 % und andere (8) 2,07 %.
Die Wähleranteile bei der Nationalratswahl 2023: SVP 36,92 % (−0,20 %), glp 19,02 % (−2,05 %), SP 13,5 % (+1,88 %), FDP 10,07 % (+0,16 %), Die Mitte 8,1 % (+2,32 %), Grüne 5,21 % (−3,52 %), EVP 3,65 % (+1,02 %), EDU 1,06 % (−0,01 %), andere (12) 2,48 %.

## Geschichte

Otelfingen, historisches Luftbild von 1919, aufgenommen aus 400 Metern Höhe von Walter Mittelholzer

Otelfingen ist in der Beurteilung durch die Zürcher Kantonsarchäologie eines der wichtigsten vorgeschichtlichen Werk- und Siedlungsvorkommen des Kantons Zürich. Einerseits mit den bedeutendsten Silex-Abbaustellen von Lägernhornstein der Nordostschweiz im Pingenbau auf dem Weiherboden am Südhang der Lägern. (Dokumentierte Grabungen 1960er bis 1980er Jahre durch Zurbuchen, 1999 durch die Zürcher Kantonsarchäologie.) Andererseits mit zahlreichen Lesefunden von Silexmaterial und Schnurkeramik im grossflächigen Bereich des Golfplatzes im Ried 1999–2000 durch die Zürcher Kantonsarchäologie, die auch auf eine neolithische Besiedlung im Spätpaläolithikum bis zur Schnurkeramik hinweisen, älteste bis in die Horgener Phase 3340 bis 2910 v. Chr. Die Brandgrubenkomplexe der Fundstellen Trocknen und Riedholz wurden nach dendrochronologischen Analysen ins 8. Jh. v. Chr. datiert. Eine Mulde auf der Flur Trocknen wird gemäss ihrem Gehalt an Fundmaterial der Nähe zu einer Siedlung zugeordnet, mit Funden sowohl aus dem Neolithikum als auch aus der Bronzezeit. Zwei Fundschichten auf der Flur Bonenberg brachten bei Rettungsgrabungen schon 1993 und 1994 deutliche Spuren mittel- und spätbronzezeitlicher Besiedlung zutage, neben umfangreichen Keramikrelikten belegt durch zwei stattliche Bronzenadeln. «Bonenberg» ist ein weiterer Hinweis für die zunehmende Bedeutung von Landsiedlungen im Einzugsgebiet des Kantons Zürich in der zu Ende gehenden Bronzezeit. Noch früher angesiedelt sind Otelfinger Fundstellen auf Trocken- oder Mineralböden, die bei Rettungsgrabungen im Jahr 2000 freigelegt wurden: Vorderdorfstrasse/Rötlerweg und Schmittengasse. Erstere aufgrund der Entdeckung durch den ortsansässigen U. Güller in einer Baugrube, beide von der Kantonsarchäologie ins Jungneolithikum datiert. Die Keramikfunde aus Keller- oder Vorratsgruben lassen sich mit Belegen aus Zürich-Mozartstrasse, -Seefeld und -Kleiner Hafner aus der Zeit 3900–3800 v. Chr. vergleichen. Nur vier Fundstellen horgenzeitlicher Gruben auf Mineralböden sind im Kanton Zürich bekannt. Die Dichte der Besiedlung in Otelfingen zu dieser Zeit wird mit den Silex- («Lägernhornstein»-)Abbaustellen an der Lägern in Verbindung gebracht.
Aus markanter Brandeinwirkung entstandene, verziegelte Lehmbrocken wiesen 1995 bei Rettungsgrabungen an der Fundstelle «im Räche» in der Flur Lärenbühl auf einen eisenzeitlichen, quadratischen Lehmkuppelofen hin. In einer 6,5 m² grossen Grube stand ein mit Ruten armierter Lehmofen, der dem Keramikbrand gedient hatte. Scherben von Töpfen und Schalen liessen eine Datierung in die späte Hallstatt- bis frühe Latènezeit (450 v. Chr.) zu und lassen die Nähe einer Siedlung vermuten.
Ein 1995 bei einer ungeplanten Notgrabung zutage getretener, 5 m breiter Prügelweg aus Erlen- und Eschenstämmen im Industriegebiet Lauet wurde dahin interpretiert, dass eine historische Strasse an dieser Stelle einen sumpfigen Bereich durchquerte. Sowohl die dendrochronologischen Analysen wie die Ausrichtung auf die im Westen in der Flur Libern im gleichen Jahr entdeckten 100 m Kiesstrasse mit Unterbau liessen den Schluss zu, die Teilstücke der römischen Furttalstrasse zuzuordnen. Auf der Strasse lag zudem eine gut erhaltene Aucissafibel, welche die Datierung bestätigte.
Otelfingen wird erstmals im 11. Jahrhundert im Zusammenhang mit dem Kloster Wettingen erwähnt. Von 1409 bis zum Untergang des Stadtstaates Zürich 1798 bildete Otelfingen mit den zwölf Gemeinden Boppelsen, Buchs ZH, Dielsdorf, Regensberg, Sünikon, Niedersteinmaur, Obersteinmaur, Bachs, Schöfflisdorf, Oberweningen, Schleinikon und Niederweningen die Landvogtei Regensberg. 1409 verpfändete der österreichische Herzog Friedrich IV. («der mit der leeren Tasche») die Herrschaft an die Stadt Zürich. Zu einer Pfandauslösung kam es nicht mehr.

## Geographie
Otelfingen liegt im Furttal am Fuss der Lägern entlang des Dorfbachs, nahe der Stadt Zürich und an der Grenze zum Kanton Aargau. Von der Gemeindefläche dienen 33,3 % der Landwirtschaft, 37,2 % sind mit Wald bedeckt, 7,0 % sind Verkehrsfläche und 21,6 % Siedlungsgebiet. 0,6 % sind Gewässer und 0,4 % unproduktive Fläche (Stand 2018).

## Dorfbild
Otelfingen verfügt neben Regensberg als einzige Gemeinde des Bezirks Dielsdorf über einen Dorfkern, der ins kantonale Inventar der schutzwürdigen Ortsbilder aufgenommen ist. Zahlreiche frühneuzeitliche Riegelhäuser zeugen von einer ehemals wohlhabenden Bauernsame. Neben der reformierten Kirche aus dem Jahr 1607 mit dem prägnanten Glockenhelm ist die untere Mühle das auffallendste Gebäude im Dorfkern. Der ehemalige Mahlraum dient heute als Kulturzentrum, wo insbesondere klassische Konzerte dargeboten werden.

## Wirtschaft

### Arbeit und Unternehmen
Otelfingen verfügt über ein Industriegebiet mit einigen international tätigen Industrie- und Technologiefirmen, darunter die im Jahr 1897 gegründete Firma Blumer.

### Öffentlicher Verkehr
Wie alle Zürcher Gemeinden gehört Otelfingen zum Zürcher Verkehrsverbund (ZVV). Der Bahnhof Otelfingen wird halbstündlich von der S 6 Baden – Regensdorf-Watt – Zürich HB – Uetikon der S-Bahn Zürich bedient, wie auch die im Ortsteil Otelfingen Industrie liegende S-Bahn-Haltestelle Otelfingen Golfpark. An Wochenenden verkehrt auch eine Nacht-S-Bahn SN6 Würenlos – Regensdorf-Watt – Zürich HB – Stettbach – Winterthur .
Ab Otelfingen, Bahnhof verkehren folgende Buslinien:
450 Otelfingen, Bahnhof – Boppelsen, Hand
N45 Otelfingen, Bahnhof – Boppelsen, Hand
Als Alternative wurde im Jahr 2014 eine neue S-Bahn-Linienführung zur Erschliessung der «Science City» ETH Hönggerberg über einen Tunnelbahnhof vorgeschlagen.

## Spezielles

### «Furttalstadt»
In den sechziger Jahren gab es Pläne, anstelle der Expo 64 in Otelfingen eine «neue Stadt» zu bauen, die 30'000 Menschen beherbergt hätte. Initiant dieser Idee war unter anderem der Schriftsteller Max Frisch. Diese nach den damals neuesten architektonischen und soziologischen Erkenntnissen konzipierte Stadt wäre einerseits kompakt gewesen, hätte aber auch grosszügige Grünflächen und gute Verkehrsverbindungen gehabt. Gebaut wurde die Satellitenstadt jedoch nie, da der Widerstand zu gross war. Das Modell der «Furttalstadt» ist seit Oktober 2008 im Besitz der Hochschule für Technik Rapperswil.

### Jugendzirkus
Seit 1986 existiert in Otelfingen der Zirkus Otelli. Dieser Jugendzirkus wurde von Fritz Zollinger gegründet.

## Persönlichkeiten
- Ernst Schibli (* 1952), Politiker (SVP), Nationalrat, Gemeindepräsident (1982–2010), lebt in Otelfingen

## Bilder

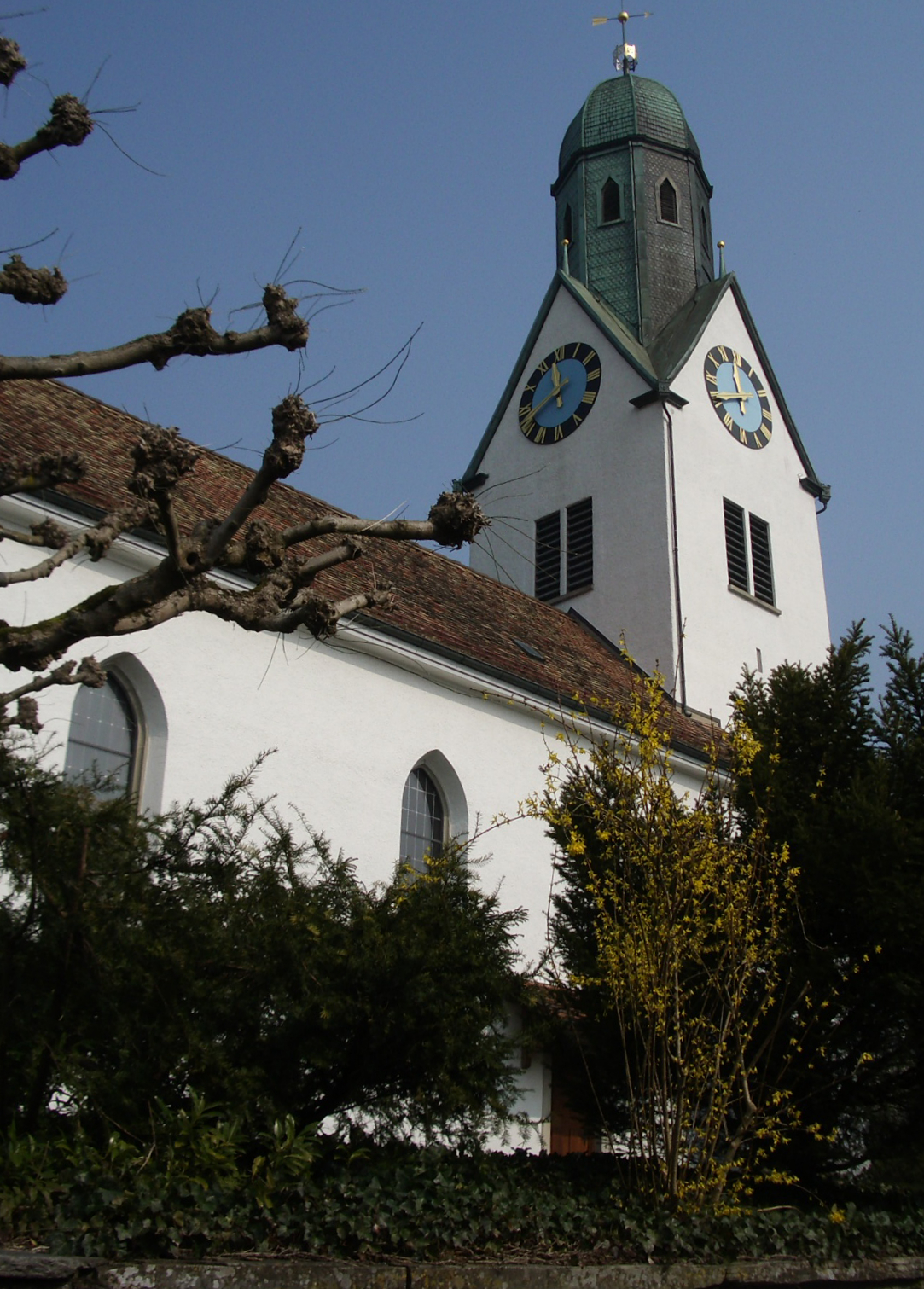
Reformierte Kirche von 1607
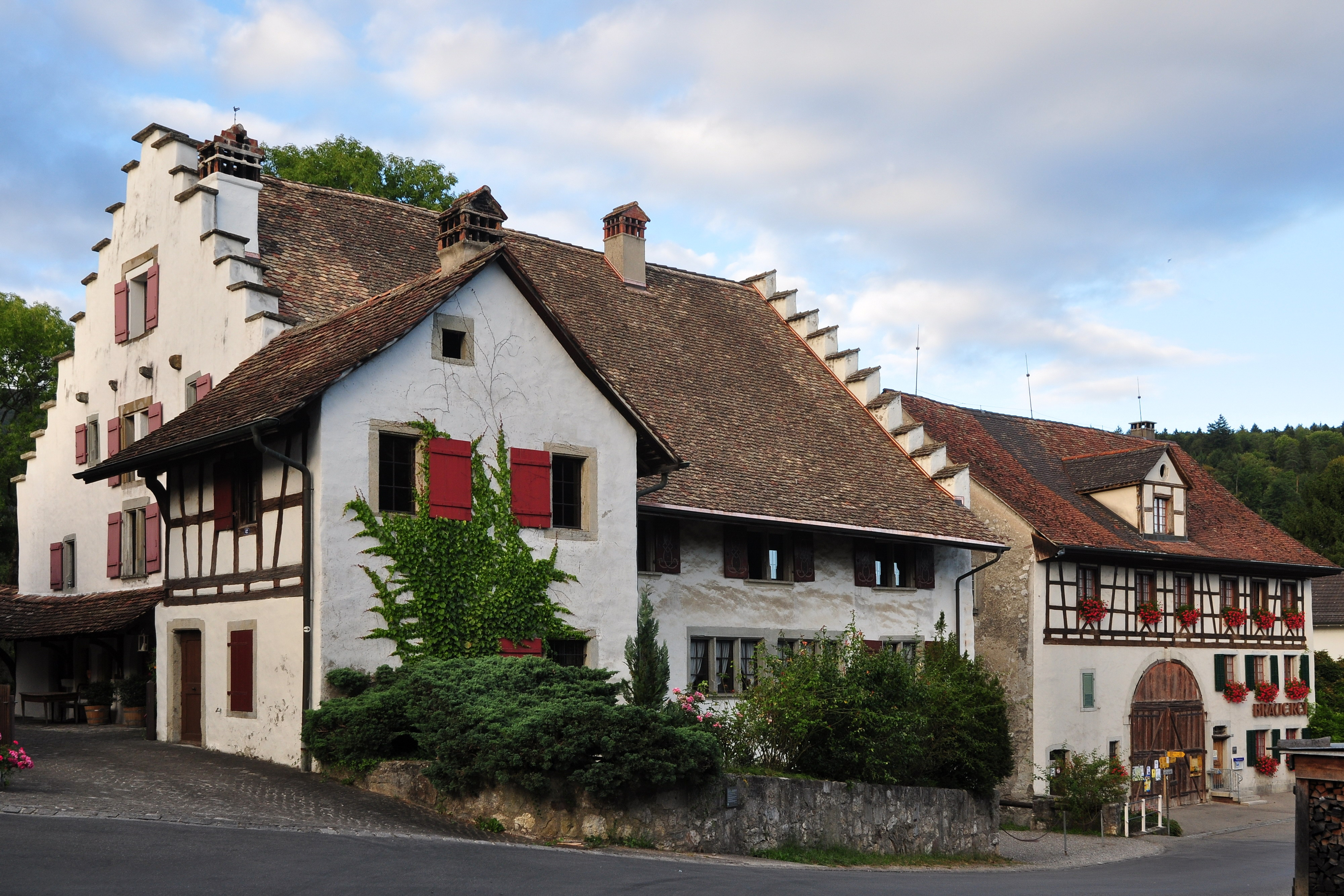
Untere Mühle und Wirtshaus respektive ehemalige Brauerei
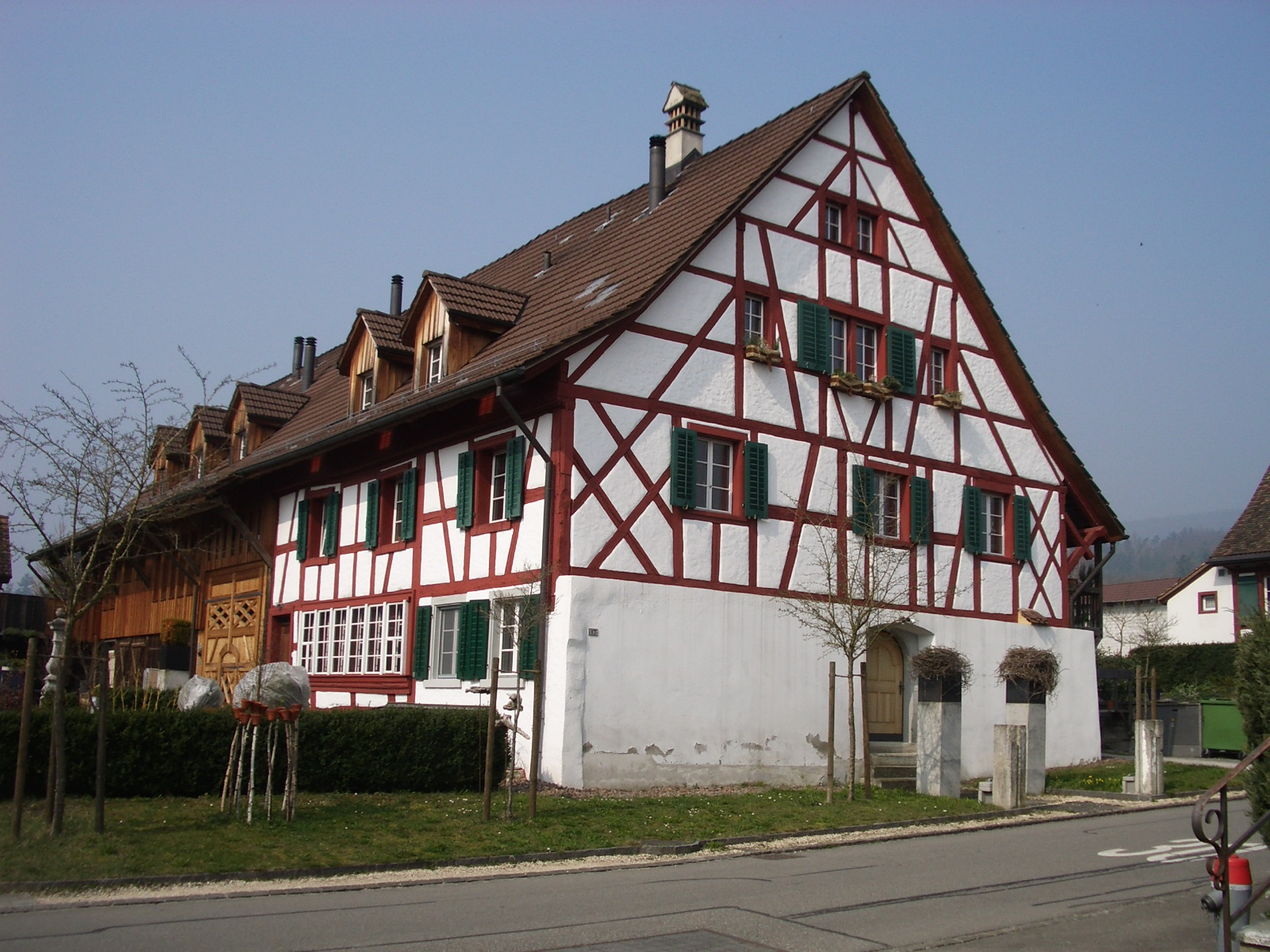
Schibli Chabis Haus von 1676
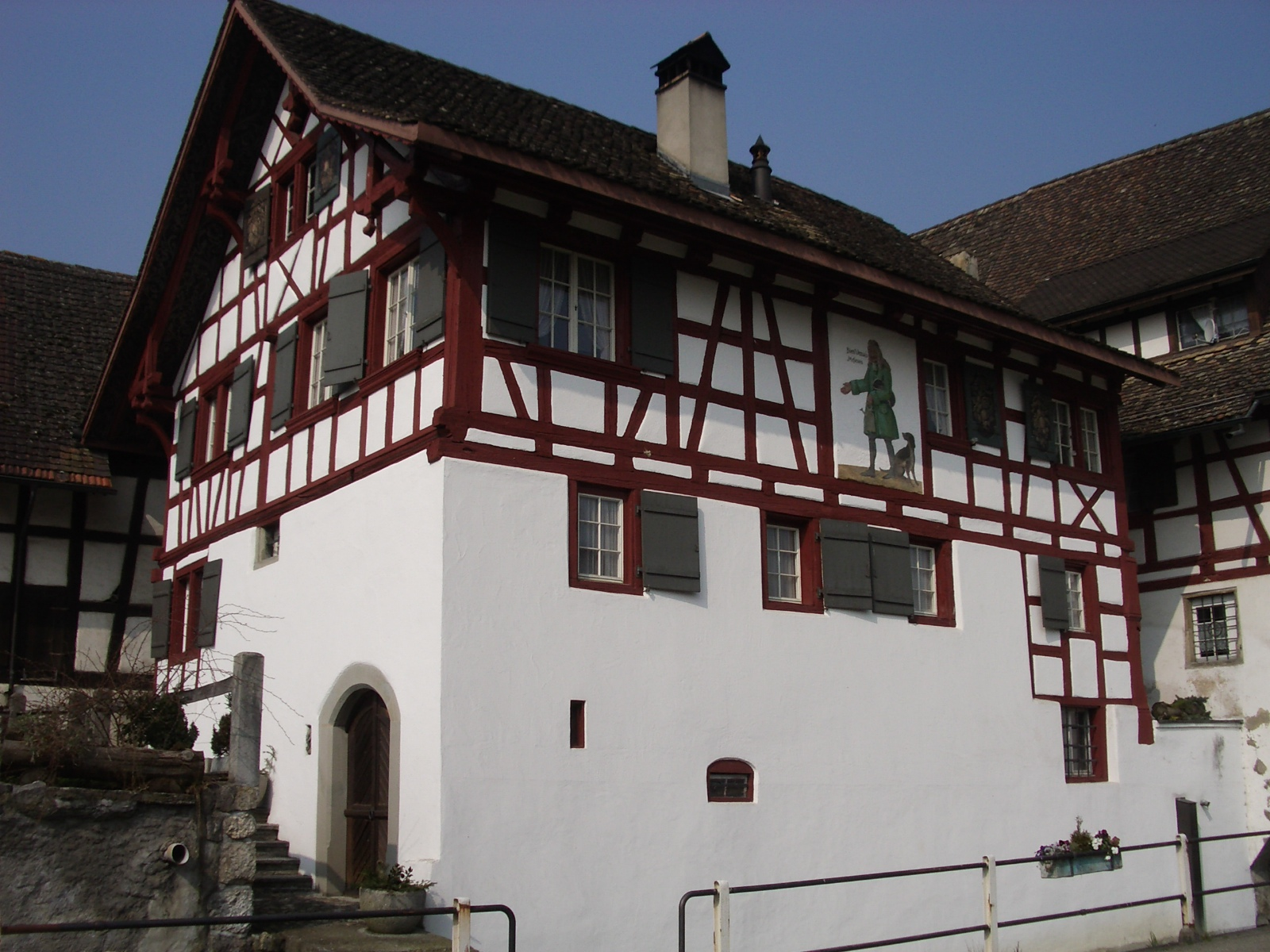
Alt-Wirtshaus von 1682
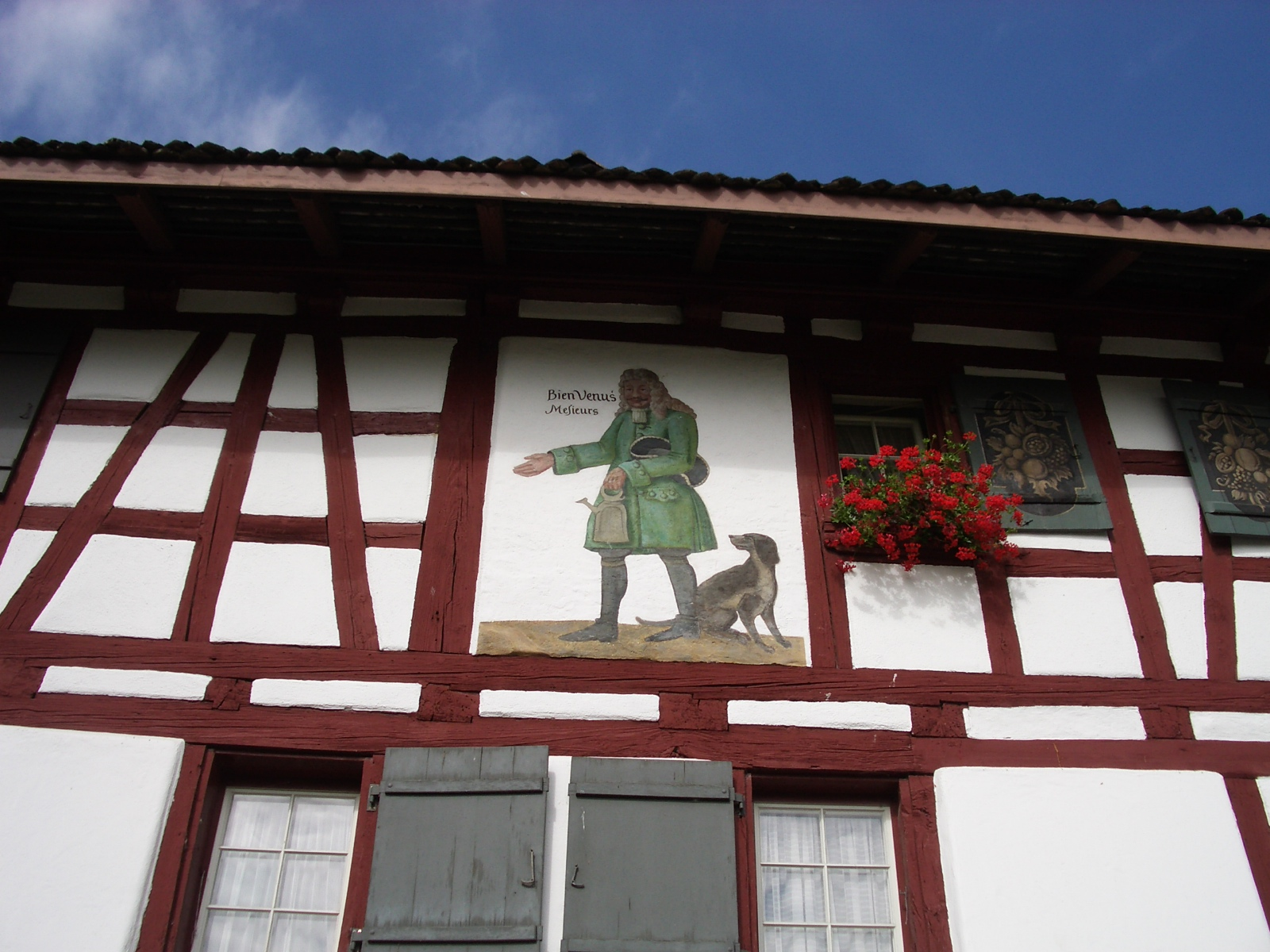
«Bien venus Mesieurs»
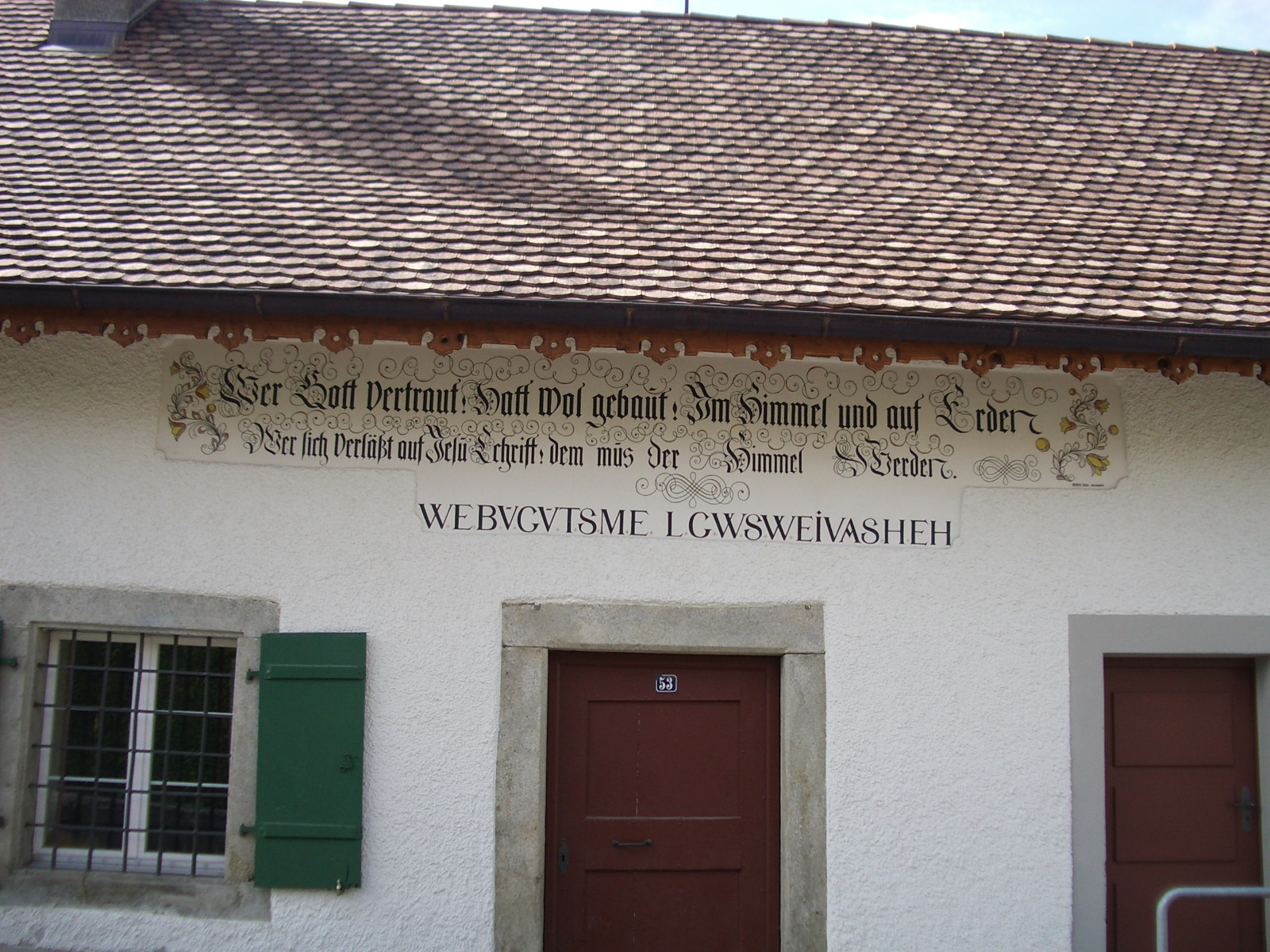
Waschhaus von 1812. Hausspruch-Wortinitialen des einst zugehörigen Bauernhofes Nr. 48: «W[enn] E[iner] B[aut] U[nd] G[ott] V[er]T[raut] S[o] M[uss] E[r] L[assen] G[ott] W[alten] S[o] W[ird] E[r] I[hn] U[nd] A[uch] S[ein] H[aus] E[r] H[alten]»